# 나카무라 료타로
나카무라 료타로(일본어: 中村 亮太朗, 1997년 9월 27일~)는 일본의 축구 선수이다.

## 구단 경력
그는 2020년 J2리그의 방포레 고후에 입단했다. 2021년까지 59경기에 출전하여, 7득점을 넣었다. 2022년 J1리그의 가시마 앤틀러스로 이적했다. 2023년 8월 방포레 고후로 복귀했다. 2024년 시미즈 에스펄스로 이적했다. 2025년 몬테디오 야마가타로 이적했다.